# Glukagonu sličan peptid-1
Glukagonu sličan peptid-1 (GLP-1) je derivat transkripcionog proizvoda gena proglukagona. Glavni izvor GLP-1 u telu su intestinalne L ćelije, koje izlučuju GLP-1 kao stomačni hormon. Biološki aktivne  forme GLP-1 su: GLP-1-(7-37) i GLP-1-(7-36)NH2. Ti peptidi proizilaze iz selektivnog presecanja molekula proglukagona.

## Fiziološke funkcije
GLP-1 poseduje nekoliko fizioloških svojstava koje ga čine (zajedno sa njegovim analozima) predmetom intenzivnih istraživanja kao potencijalnog tretmana za dijabetes melitus. Poznate fiziološke funkcije GLP-1 obuhvataju:
- povećanje sekrecije insulina iz pancreasa na način zavistan od glukoze.
- umanjenje glukagonske sekrecije iz pankreasa putem specifičnog G protein spregnutog receptora.
- povećanje insulinske senzitivnosti u alga i beta ćelijama
- povećanje mase beta ćelija i izražavanje gena insulina, post-translacione obrade i sekrecija.
- inhibicija sekrecije kiseline i gastričnog pražnjenja u želudac.
- umanjenje unosa hrane putem povećanja sitosti.
- promovisanje insulinske senzitivnosti.

## Spoljašnje veze
- Glucagon-Like+Peptide+1 на 